# Calliphora rohdendorfi
Calliphora rohdendorfi är en tvåvingeart som beskrevs av Grunin 1970. Calliphora rohdendorfi ingår i släktet Calliphora och familjen spyflugor. Inga underarter finns listade i Catalogue of Life.